# Heinrich Geißler (physicien)
Pour les articles homonymes, voir Geissler.
Heinrich Geißler, né à Igelshieb le 26 mai 1815 et mort à Bonn le 24 janvier 1879, est un mécanicien et physicien allemand.

## Biographie
Son père Georg Geißler était souffleur de verre et fabriquait des thermomètres et des baromètres.
Vers 1850, il part à Bonn et monte un petit atelier de fabrication d'appareils de chimie et de physique. Geißler réalise dès cette époque des tubes dans lesquels il étudie les décharges lumineuses dans différents gaz à différentes pressions. 
En 1855, il participe à l'Exposition universelle de Paris et obtient une médaille d'or pour la qualité des appareils exposés (thermomètres, altimètre/hypsomètre, vaporimètre, hygromètre).
En 1857, il présente une pompe à vide, le tube de Geissler, à déplacement de mercure qui permet de faire un vide poussé. Cet appareil fait de lui un des plus grands pionniers du vide. Le vide alors obtenu est proche de 1/10 de torr. Avec ce matériel, il va étudier de façon scientifique, les phénomènes liés à la décharge électrique dans les gaz raréfiés en collaboration avec le mathématicien et physicien Julius Plücker.